# Joseph Colombo

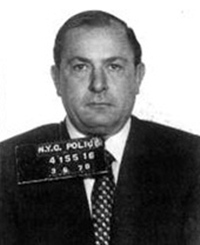
Foto der Festnahme von Joseph Colombo am 6. März, 1970

Joseph Colombo (* 16. Juni 1923 in Brooklyn, New York; † 22. Mai 1978 in Newburgh, New York) war ein US-amerikanischer Mobster, der zum Namensgeber einer der Fünf Familien der La Cosa Nostra in New York wurde.

## Leben
Colombo löste Ende 1963 den mächtigen Boss Joseph Profaci nach einem kurzen Intermezzo von Joseph Magliocco als Machthaber der Familie ab. Magliocco hatte mit einem anderen Boss, Joseph Bonanno, die Ermordung einiger rivalisierender Bosse der Mafia geplant und Colombo mit der Umsetzung beauftragt, dieser verriet die beiden jedoch. Durch die Protektion des mächtigen Carlo Gambino wurde Colombo selbst Boss, machte sich später aber bei Gambino und anderen Vollmitgliedern der Cosa Nostra unbeliebt, da er mit der Gründung der Italian-American Civil Rights League viel Publicity auf sich zog (siehe auch unter Der Pate). 1971 tat er sich laut einem Bericht der New York Times mit der jüdischen Organisation Jewish Defense League unter Meir Kahane zusammen, um sich gegen die „Diskriminierung durch US-Behörden“ zur Wehr zu setzen.
Er wurde am 28. Juni 1971 bei einer Rede in New York von dem Gangster Jerome Johnson angeschossen und starb 1978, ohne je aus dem Koma erwacht zu sein.
Der Attentäter wurde direkt nach seiner Tat von Colombos Leibwächtern erschossen, weshalb seine Motive nicht bekannt wurden. Lange wurde spekuliert, ob Joseph „Crazy Joe“ Gallo hinter dem Anschlag steckte, da er im internen Konflikt die Hilfe der Afro-Amerikanischen Gangs in Harlem gesucht hatte. Andere sehen Carlo Gambino für das Attentat verantwortlich; für beide Varianten gibt es jedoch keinerlei Beweise.
Jedenfalls wurde „Crazy Joe“ Gallo am  7. April 1972 erschossen, während Carlo Gambino 1976 eines natürlichen Todes starb.
Colombos Trauerfeier wurde in der katholischen Kirche St. Bernadette in Bensonhurst, New York City abgehalten. Er wurde auf dem Saint John Cemetery in Queens beigesetzt.